# 岩田村 (福岡県)
岩田村（いわたむら）は、福岡県三池郡にあった村。現在のみやま市の一部。

## 地理
矢部川支流・飯江川の左岸中流域に位置していた。

## 歴史
- 1889年（明治22年）4月1日 - 町村制の施行により、三池郡田尻村、原村、岩津村、今福村、山門郡竹飯村（一部、字大手畑、小柳、山本）が合併して村制施行し、岩田村が発足[1][2]。
- 1909年（明治42年）- 無限責任販売購買組合設立[1]
- 1916年（大正5年）- 今福に高田堰放水路完成[1]。
- 1931年（昭和6年）10月1日 - 三池郡二川村、江浦村と合併して高田村を新設して廃止[1][2]。